# Ljubow Janowska

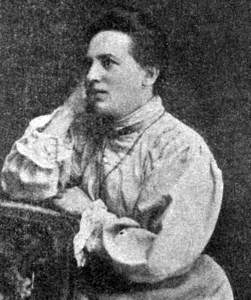
Ljubow Janowska

Ljubow Oleksandriwna Janowska (ukrainisch Любов Олександрівна Яновська, russisch Любовь Александровна Яновская Ljubow Alexandrowna Janowskaja; * 18. Julijul. / 30. Juli 1861greg. in Mykolajiwka, Gouvernement Tschernigow, Russisches Kaiserreich; † 1933 in Kiew, Ukrainische SSR) war eine ukrainische Schriftstellerin.

## Leben
Ljubow Janowska kam als Ljubow Schtscherbatschewa im Dorf Mykolajiwka bei Borsna in der heutigen ukrainischen Oblast Tschernihiw zur Welt. Ihre Großmutter war die Schwester von Hanna Barwinok, der Frau Pantelejmon Kulischs und ihre Mutter Maria Iljinitschna Schtscherbatschewa, geb. Boholjubzewa, war dessen Schülerin. Ihr Vater Alexander Sergejewitsch Schtscherbatschew war russischer Abstammung und Soldat der Russischen Armee, weshalb sie ihre Kindheit in Warschau, Poltawa und Sankt Petersburg verbrachte, wo ihr Vater diente.
Nachdem sich ihre Eltern getrennt hatten, zog ihre Mutter mit ihr und ihren Geschwistern nach Sankt Petersburg, wo ihre Mutter als Übersetzerin arbeiten wollte, jedoch ohne Anstellung blieb, krank wurde und schließlich im Krankenhaus starb. Die 10-jährige Ljubow wuchs anschließend vollständig russifiziert auf. Sie besuchte das Internat in Krementschuk und studierte daraufhin am Institut für adelige Mädchen in Poltawa.
Anschließend zog sie mit ihrer Schwester ins Dorf Rudky im Ujesd Lubny des Gouvernements Poltawa, um dort als Heimlehrerin der Familie Ogranovichi zu arbeiten.
Dort organisierte sie eine Sonntagsschule und heiratete den 20 Jahre älteren, zukünftigen Schriftsteller Wassyl Janowskyj (Васи́ль ́Якович Яно́вський; † 1910), mit dem sie die folgenden 20 Jahre im Dorf Tarnowschtschyna (Тарновщина) lebte.
Dort bildete sie sich weiter und schrieb Geschichten über das bäuerliche Leben. Zunächst schrieb sie, wahrscheinlich unveröffentlicht, in russischer Sprache, später jedoch, wohl unter dem Einfluss ihres Mannes, in Ukrainisch. Die erste Geschichte auf Ukrainisch Злодійка Оксана (Slodijka Oksana) wurde 1897 in der Zeitschrift Sorja (Зоря) veröffentlicht und 1905 wurde eine Sammlung ihrer Geschichten publiziert. In diesem Jahr zog sie auch nach Kiew und schrieb in der Folgezeit nicht nur über das Landleben, sondern auch über Städter. Die Helden ihrer Geschichten waren jedoch meist „kleine Leute“. Zudem schrieb sie Theaterstücke und verfasste Kindergeschichten, bis sie schließlich 1916 mit dem Schreiben aufhörte. 1923 erkrankte sie schwer und war die folgenden 10 Jahre bis zu ihrem Tod bettlägerig. Sie starb 1933 in Kiew und wurde dort auf dem Baikowe-Friedhof bestattet.
Eine Übersetzung ihrer Werke ins Englische wurde 1998 in Kanada veröffentlicht.